# Bernard Gravier
Bernard Gravier (n. 20 februarie 1881, Toulon, Franța – d. 13 august 1923, Paris, Île-de-France, Franța) a fost un scrimer francez, medaliat olimpic. A participat la o ediție a Jocurilor Olimpice (1908) în care a câștigat o medalie de aur.

## Participări
Lista de mai jos prezintă principalele competiții la care a participat Bernard Gravier de-a lungul carierei.
- fencing at the 1908 Summer Olympics – men's team épée[*]